# Pico da Pedra Branca
Der Pico da Pedra Branca ist ein 1025 m hoher Berg im brasilianischen Bundesstaat Rio de Janeiro, und damit vor dem Pico da Tijuca der höchste Punkt des Stadtgebietes von Rio de Janeiro. 

## Geographie
Der Pico da Pedra Branca liegt inmitten des ausgedehnten Naturschutzgebietes Parque Estadual da Pedra Branca. Seine Gesteinsformationen bestehen aus rosa bis hellem Granit (Leukogranit), was den Namen „Pedra Branca“ (Weißer Fels) erklärt. Der Gipfel ist einer der abgelegensten Punkte der Stadt Rio de Janeiro. Der Hauptzugang erfolgt über Pau da Fome in Jacarepaguá über einen 13,5 km langen Rundwanderweg.